# Tlanalapan, Puebla
Tlanalapan är en ort i Mexiko.   Den ligger i kommunen Lafragua och delstaten Puebla, i den sydöstra delen av landet, 200 km öster om huvudstaden Mexico City. Tlanalapan ligger 2 986 meter över havet och antalet invånare är 11 792.
Terrängen runt Tlanalapan är bergig. Runt Tlanalapan är det ganska tätbefolkat, med 60 invånare per kvadratkilometer. Tlanalapan är det största samhället i trakten. Trakten runt Tlanalapan består till största delen av jordbruksmark.